# (5383) Leavitt
(5383) Leavitt ist ein Asteroid des äußeren Hauptgürtels, der am 29. September 1973 von dem niederländischen Astronomenehepaar Cornelis Johannes van Houten und Ingrid van Houten-Groeneveld entdeckt wurde. Die Entdeckung geschah im Rahmen der 2. Trojaner-Durchmusterung, bei der von Tom Gehrels mit dem 120-cm-Oschin-Schmidt-Teleskop des Palomar-Observatoriums aufgenommene Feldplatten an der Universität Leiden durchmustert wurden, 13 Jahre nach Beginn des Palomar-Leiden-Surveys.
Der Asteroid ist Mitglied der Koronis-Familie, einer Gruppe von Asteroiden, die nach (158) Koronis benannt ist. Die zeitlosen (nichtoskulierenden) Bahnelemente von (5383) Leavitt sind fast identisch mit denjenigen des kleineren, wenn man von der Absoluten Helligkeit von 14,7 gegenüber 13,1 ausgeht, Asteroiden (37129) 2000 VZ22.
(5383) Leavitt wurde am 1. September 1993 nach der US-amerikanischen Astronomin Henrietta Swan Leavitt (1868–1921) benannt, welche 1912 die Perioden-Leuchtkraft-Beziehung bei Cepheiden entdeckte. Schon 1970 war ein Mondkrater der südlichen Mondrückseite nach Leavitt benannt worden: Mondkrater Leavitt.